# زاوية الإضاءة
زاوية الإضاءة في رسومات الكمبيوتر والجغرافيا فإن زاوية الإضاءة لسطح مع مصدر ضوء (مثل سطح الأرض والشمس) هي الزاوية بين السطح الداخلي الطبيعي واتجاه الضوء. كما يمكن وصفه بشكل مكافئ على أنها الزاوية بين مستوى المماس للسطح وسطح آخر بزوايا قائمة من أشعة الضوء  وهذا يعني أن زاوية الإضاءة لنقطة معينة من سطح الأرض تكون صفراً إذا كانت الشمس فوق الرأس  و90 درجة عند الغروب وعند شروق الشمس.